# Chahriar (Iran)
Pour les articles homonymes, voir Chahriar (homonymie).
Chahriar ou Shahryar (en persan : شهريار / Šahryâr, également transcrit Shahrīār, Shahreyār ou Shahriyār), également connue comme ‘Alī Shāh ‘Avaẕ et Ali Shāh ‘Iwaz, est une ville en Iran, chef-lieu du comté de même nom dans la province de Téhéran. Lors du recensement de 2006 sa population était de 189 120 habitants.

## Histoire
Le 8 janvier 2020, un Boeing 737 d'Ukraine International Airlines s'écrase dans un parc de loisirs de la ville, tuant les 176 personnes à bord.